# ネパール会議派民主
ネパール会議派民主（ネパールかいぎはみんしゅ）は、かつてネパールにあった政党。別名コングレス民主党。2006年の民主化運動（ロクタントラ・アンドラン）で7党連合の一員として一定の役割を果たした。
2002年、ネパール会議派のシェール・バハドゥル・デウバ首相（当時）らがギリジャー・プラサード・コイララ総裁の独裁的な党運営に反発して離党、結成した。2007年9月21日、ネパール会議派の名前で両党は再び統合した。